# Jamol Eastmond
Jamol Eastmond, né le 2 juin 1993, à Bridgetown, est un coureur cycliste barbadien. Durant sa carrière, il participe à des compétitions sur route et sur piste.  

## Biographie
En 2013, Jamol Eastmond devient notamment champion national de la Barbade. L'année suivante, il est sélectionné en équipe nationale pour participer aux Jeux du Commonwealth, organisés à Glasgow. Il termine par ailleurs neuvième du championnat de la Caraïbe sur route en 2018.
Sur piste, il se distingue lors de la saison 2021 en terminant deuxième de la course scratch aux championnats panaméricains. Il est également sacré double champion de la Caraïbe en 2022, dans la course à l'élimination et le scratch. Durant cette même période, il représente son pays natal dans plusieurs épreuves de la Coupe des Nations. 

## Palmarès sur route

### Par année
- 2012
  - 1re étape de la Fathers' Day Race
  - 2e du championnat de la Barbade du contre-la-montre
  - 3e du championnat de la Barbade sur route
- 2013
  -  Champion de la Barbade sur route
  - Independence Stage Race :
    - Dlassement général
    - 1re et 2e étape

  - 2e du championnat de la Barbade du contre-la-montre
- 2014
  - 3e du championnat de la Barbade sur route
- 2016
  - 3e du championnat de la Barbade sur route
- 2017
  - Republic Day Classic
- 2018
  - 2e du championnat de la Barbade sur route
- 2019
  - 2e de la Larry Williams Classic
- 2021
  - 2e du championnat de la Barbade sur route
- 2022
  - 2e du championnat de la Barbade sur route

### Classements mondiaux
| Année                                 | 2021  | 2022  | 2023  |
| ------------------------------------- | ----- | ----- | ----- |
| Classement mondial                    | 1190e | 1307e | 1444e |
| UCI America Tour                      | 171e  | 171e  | nc    |
|                                       |       |       |       |
| Légende : nc = non classéSource : UCI |       |       |       |

## Palmarès sur piste

### Championnats panaméricains
- Lima 2021
  -  Médaillé d'argent du scratch

### Championnats de la Caraïbe
- Couva 2022
  -  Médaillé d'or de l'élimination
  -  Médaillé d'or du scratch
  -  Médaillé d'argent de l'américaine (avec Edwin Sutherland)